# Psoralea subulata
Psoralea subulata là một loài thực vật có hoa trong họ Đậu. Loài này được Bush miêu tả khoa học đầu tiên.